# Kościerzyn Wielki
Kościerzyn Wielki – wieś w Polsce położona w województwie wielkopolskim, w powiecie pilskim, w gminie Wyrzysk.
Przez wieś płynie rzeka Łobżonka, przegrodzona zaporą i jazem przy młynie, przy których obecnie znajduje się elektrownia wodna. Wioska posiada klub piłkarski Sokół Regiment Kościerzyn Wielki, grający w Klasie okręgowej.
W latach 1975–1998 miejscowość administracyjnie należała do województwa pilskiego.